# John Conte
John Conte (ur. 15 września 1915 w Palmer w Massachusetts, zm. 4 września 2006 w Rancho Mirage) – amerykański aktor.
2 sierpnia 1960 otrzymał własną gwiazdę w Alei Gwiazd w Los Angeles znajdującą się przy 6119 Hollywood Boulevard.

## Filmografia

### Filmy
- 1932: The Crowd Roars jako konferansjer (niewymieniony w czołówce)
- 1944: Zagubieni w haremie jako Książę Ramo
- 1955: Złotoręki jako pijak
- 1964: Rogate dusze jako Ed Ellis

### Seriale
- 1952: Danger
- 1953: Suspense
- 1955: Climax! jako dr Duillermo Brown
- 1960: Nietykalni jako Vito
- 1965: Bonanza jako Paul Dorn
- 1972: The ABC Afternoon Playbreak